# Karlwernerius caroli
Karlwernerius caroli – gatunek chrząszcza z rodziny kózkowatych i podrodziny zgrzypikowych. Jedyny przedstawiciel rodzaju Karlwernerius.

## Zasięg występowania
Gatunek ten występuje w Tanzanii.